# Johann Heinrich Lavater

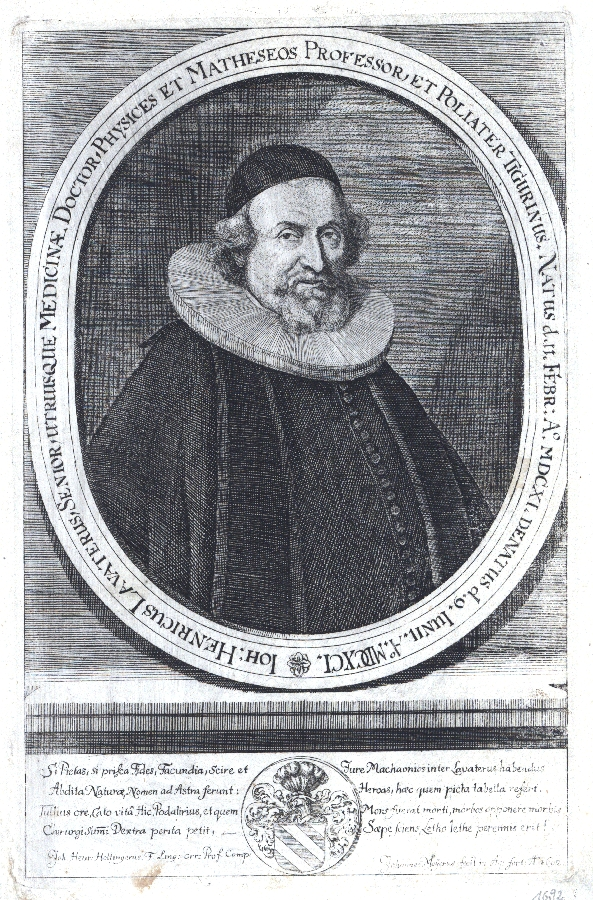
Johann Heinrich Lavater

Johann Heinrich Lavater (getauft am 21. Februar 1611 in Zürich; † 9. Juni 1691 ebenda) war ein Schweizer Arzt und Professor für Naturgeschichte.

## Leben
Nach seiner Ausbildung war Lavater als Militärarzt bei der Belagerung von Breda (1637) im Einsatz. 1647 wurde er in Basel mit einer Arbeit über die Arthritis zum Doktor der Medizin promoviert. 1653 war er Stadtarzt in Bern, später in Zürich. Dort verfasste er auf Anweisung des Stadtrats eine neue Pestordnung der Stadt Zürich. Am Collegium Carolinum, dem berühmten Zürcher Gymnasium, unterrichtete er als Professor die Fächer Medizin und Naturkunde. Dort war er der Lehrer von Johann Jakob Scheuchzer und Johannes von Muralt.
Die weitverzweigte schweizerische Familie Lavater hat viele Gelehrte hervorgebracht, darunter auch mehrere Ärzte mit Vornamen Johann Heinrich. Verwechslungen sind deshalb häufig.

## Werke
- Disputatio de arthritide. Basel 1647.
- Neue Pestordnung der Statt Zürich: samt einem kurzen Bericht, wie man sich mit Gottes hülffe vor diser Krankheit bewahren, und dieselbige heilen sölle. Zürich, 1668.

## Dedikationsnamen
Joseph Pitton de Tournefort benannte zu Ehren von Johann Heinrich Lavater die Pflanzengattung Lavatera aus der Familie der Malvengewächse. Linnaeus übernahm diesen Gattungsnamen.